# Вольнянка (Житомирская область)
Вольня́нка (укр. Вільнянка) — село на Украине, основано в 1720 году, находится в Коростышевском районе Житомирской области.
Население по переписи 2001 года составляет 172 человека. Почтовый индекс — 12536. Телефонный код — 4130. Занимает площадь 1,358 км².

## Адрес местного совета
12536, Житомирская область, Коростышевский р-н, с.Вольнянка